# David Brown (Gitarrist)
David Eugene Brown (* in Gloucester, Massachusetts) ist ein US-amerikanischer Rockmusiker, der vor allem als langjähriger Gitarrist von Billy Joel bekannt wurde.

## Karriere
Brown wurde in Gloucester, Massachusetts geboren und zog in den 1970er Jahren nach New York City, um seine Karriere als Musiker fortzusetzen. Als Bandmitglied von Billy Joel wirkte Brown an 13 von dessen Platin-Alben mit, begonnen mit 52nd Street aus dem Jahr 1978. Neben den Welttourneen mit Joel arbeitete Brown außerdem mit Musikern wie Paul McCartney, Phoebe Snow, Dr. John, Peter, Paul and Mary, Julian Lennon, Graham Parker oder Bob James zusammen. Bekanntheit erlangte er des Weiteren durch seine Mitwirkung am Konzertmitschnitt The Concert in Central Park von Simon and Garfunkel im Jahr 1982.

## Diskografie
| - Billy Joel: - 1978: 52nd Street - 1980: Glass Houses - 1981: Songs in the Attic - 1982: The Nylon Curtain - 1983: An Innocent Man - 1985: Greatest Hits Volume I & II - 1986: The Bridge - 1989: Storm Front - 1997: Greatest Hits Volume III - 2000: 2000 Years – The Millennium Concert - 2001: The Essential Billy Joel - 2005: My Lives | - Phoebe Snow: - 1981: Rock Away - Graham Parker: - 1982: Another Gray Area - Simon and Garfunkel: - 1982: The Concert in Central Park - Julian Lennon: - 1986: The Secret Value of Daydreaming - Peter, Paul and Mary: - 1986: No Easy Walk To Freedom - Paul McCartney: - 1989: Flowers in the Dirt - Karen Carpenter: - 1996: Karen Carpenter Solo |